# Gräsbergstjärnen, Hälsingland
Gräsbergstjärnen är en sjö i Ovanåkers kommun i Hälsingland och ingår i Ljusnans huvudavrinningsområde.